# Renato Mola
Renato Mola (Brandico, 19 luglio 1943) è un allenatore di calcio ed ex calciatore italiano, di ruolo attaccante.

## Carriera
Dopo aver giocato due partite in Serie B con il Brescia, si trasferisce alla Tevere Roma, in prestito per assolvere gli obblighi di leva: qui in 23 presenze riesce a segnare quattro gol.
Riscattato dai romani, viene ceduto al Marzotto Valdagno, dove rimane per tre anni, dal 1965 al 1968, in Serie C; nell'estate 1966 viene provato dal L.R. Vicenza in vista di un eventuale acquisto, e con i berici disputa le partite della Coppa Rappan, realizzando anche un gol sul campo dell'Eintracht Francoforte. Nel 1968 passa al Piacenza, dove è tra i principali fautori della promozione in Serie B, realizzando 16 reti.
Nel 1969, per motivi di bilancio, viene ceduto al Foggia in Serie B, al termine di un complesso giro di mercato che coinvolge anche il Rovereto. Con i pugliesi realizza 8 gol in 33 partite, e viene promosso in Serie A.
Con il Foggia esordisce in massima serie il 15 novembre 1970 in Foggia-Catania (1-0), realizzando, tra l'altro, il suo primo ed unico gol in massima serie. In tutto in quel campionato, Mola gioca 14 partite. Nonostante la retrocessione del Foggia, nella stagione successiva continua a giocare nelle file dei rossoneri, segnando 4 gol in 21 presenze.
La stagione successiva la trascorre al Livorno, in Serie C, dove non viene molto impiegato, segnando tuttavia 3 gol. Dopo aver disputato la stagione 1973-1974 al Legnano in Serie C (5 reti in 35 partite), interrompe temporaneamente la carriera a causa di diversi problemi al ginocchio. Nel 1974, su interessamento di Gino Corioni, riprende a giocare nell'Ospitalettese, tra i dilettanti, e contestualmente viene assunto nella ditta di Corioni, la Saniplast.
In seguito intraprende la carriera di allenatore, guidando varie squadre dilettantistiche del bresciano.

## Palmarès

### Giocatore

#### Competizioni nazionali
- Campionato italiano Serie C: 1

Piacenza: 1968-1969

#### Competizioni regionali
- Prima Categoria: 1

Ospitaletto: 1975-1976